# Autoportrait (Courbet)
Pour les articles homonymes, voir Autoportrait (homonymie).
Autoportrait est un tableau réalisé par le peintre français Gustave Courbet vers 1850. Cette huile sur toile est un autoportrait dans lequel l'artiste se représente en buste, son visage émergeant de trois quarts en clair-obscur sur un fond sombre, sévère. Donnée par sa sœur Juliette Courbet, l'œuvre est conservée depuis 1883 au musée des Beaux-Arts et d'Archéologie de Besançon, à Besançon, dans le Doubs.